# Archidiocèse de Tokyo
L'archidiocèse de Tokyo (カトリック東京大司教区) est un territoire de l'Église catholique au Japon. Son siège est à Tokyo, la capitale du pays, à la cathédrale Sainte-Marie. 

## Histoire
Ce territoire est l'héritage des missions des missionnaires français des Missions étrangères de Paris qui pénètrent la région à partir des ports de la Chine dans les années 1840, mais ils sont d'abord refoulés. Grégoire XVI érige le Japon en vicariat apostolique le 1er mai 1846. Le premier vicaire apostolique, Théodore-Augustin Forcade, n'a pas l'autorisation d'y accéder. Bernard Petitjean est le premier à recevoir dans les années 1860 la permission de s'occuper des marins et commerçants européens qui transitent. C'est lui également le premier qui renoue le contact avec les descendants de chrétiens de Nagasaki évangélisés par saint François Xavier.
Ce territoire est plus tard divisé en deux parties, le Nord et le Sud. Le Nord est érigé canoniquement le 22 mai 1876 par Léon XIII et confié au Normand Pierre-Marie Osouf qui arrive en 1877. Il fait construire la première église catholique de la ville de Tokyo. Il en devient le premier archevêque, lorsque le vicariat apostolique du Nord du Japon est érigé en archidiocèse métropolitain de Tokyo par Léon XIII le 15 juin 1891.
Aujourd'hui, son archevêque est Tarcisio Isao Kikuchi, nommé par le pape François, le 25 octobre 2017.

## Cessions de territoire
L'archidiocèse doit céder du territoire en 1922 pour ériger la préfecture apostolique de Nagoya et en 1937 pour ériger le diocèse de Yokohama. Jusqu'en 1937, les vicaires et archevêques de Tokyo étaient membres des Missions étrangères de Paris. Monseigneur Doi devient le premier cardinal japonais en 1960.

## Géographie
Il y a plus de 7 300 km2 de superficie dans ce diocèse, avec une population catholique totale de 89 400 diocésains, soit 0,5 % de la population totale. Le nombre de fidèles a presque quadruplé depuis 1950, et le nombre de paroisses est passé de 29 à 73. Tokyo est un des seize diocèses du Japon. Radio Vatican diffuse dans cette région métropolitaine et Caritas Internationalis offre ses services de charité.

## Vicaires apostoliques et archevêques
- 1846-1852 : Théodore-Augustin Forcade MEP, il n'a jamais pu accéder au Japon
- 1852 - ? : C. Collin, il n'a jamais pu accéder au Japon
- 1866-1876 : Bernard Petitjean MEP, premier à accéder à son territoire
- 1876-1906 : Pierre-Marie Osouf MEP, premier archevêque en 1891
- 1906-1910 : Pierre-Xavier Mugabure MEP
- 1910-1912 : François Bonne (pl) MEP
- 1912-1926 : Jean-Pierre Rey (pl) MEP
- 1927-1937 : Jean-Baptiste-Alexis Chambon MEP
- 1937-1970 : Peter Tatsuo Doi
- 1970-2000 : Peter Seiichi Shirayanagi
- 2000-2017 : Peter Takeo Okada
- depuis octobre 2017: Tarcisio Isao Kikuchi SVD

## Suffragants
- Diocèse de Niigata
- Diocèse de Saitama
- Diocèse de Sapporo
- Diocèse de Sendai
- Diocèse de Yokohama

## Congrégations dans l'histoire du diocèse
- Missions étrangères de Paris
- Frères maristes
- Jésuites
- Pères du Verbe Divin
- Dames du Sacré-Cœur